# Discophlebia
Discophlebia é um gênero de traça pertencente à família Arctiidae.